# Bolitoglossa eremia
Espèce
Bolitoglossa eremia est une espèce d'urodèles de la famille des Plethodontidae.

## Répartition
Cette espèce est endémique du département de Jalapa au Guatemala. Elle se rencontre de 2 360 à 2 660 m d'altitude sur le Cerro Miramundo.

## Description
Les 14 spécimens observés lors de la description originale mesurent en moyenne 82,5 mm dont 34,90 mm pour la queue.

## Étymologie
Le nom eremia signifie en grec solitude comme La Soledad la ville ou a été découverte l'espèce.

## Publication originale
- Campbell, Smith, Streicher, Acevedo & Brodie, 2010 : New salamanders (Caudata: Plethodontidae) from Guatemala, with miscellaneous notes on known species. Miscellaneous Publications, Museum of Zoology University of Michigan, no 200, p. 1-66.